# Llibre de Sent Soví
Llibre de Sent Soví – anonimowa XIV-wieczna katalońska książka kucharska; jeden z najstarszych europejskich zbiorów przepisów kulinarnych. Datowana jest zazwyczaj na 1324 rok, a jej tekst zachował się w dwóch rękopisach – rękopisie z Walencji i rękopisie z Barcelony. Książka zawiera liczne przepisy na zupy, pieczenie, sosy i desery oraz trochę przepisów na dania z owoców morza. 
Tożsamość autora książki jest nieznana; w książce znajduje się jedynie twierdzenie, że miałby on być kucharzem angielskiego króla Edwarda II, jednak jego przepisy wyraźnie wywodzą się z kultury śródziemnomorskiej, nie angielskiej, być może był więc Katalończykiem, pracującym na angielskim dworze. Nie wiadomo, co oznacza tytuł Sent Soví. 
Do wymienianych w książce składników należą m.in. mięsa (w tym dziczyzna i drób), pomarańcza i migdały. 
Widać w niej wyraźne wpływy kuchni arabskiej. Ona sama z kolei wpływała na ówczesną sztukę kulinarną, m.in. zawarte w niej przepisy pojawiały się również w piętnastowiecznych włoskich książkach kulinarnych (Libro di arte coquinaria i De honesta voluptate et valetudine Platiny). Część z dań prezentowanych w Llibre de Sent Soví jest (w nieco zmienionej formie) obecnych w kuchni katalońskiej również współcześnie. 
Przekład Libre de Sent Sovi na język polski został wydany w 2010 roku (Kraków, Historia Iagellonica, tłum. i oprac. Rafał Hryszko).